# 2004年夏季奥运会中国羽毛球队
参加希腊雅典举行的2004年夏季奥林匹克运动会的中国代表团羽毛球队共计27人，领队刘凤岩。
- 教练员7人：李永波、田秉毅、钟波、汤仙虎、唐学华、陈兴东、陆亨文
- 翻译：包彤
- 运动员18人：张宁（女）、周蜜（女）、龚睿那（女）、高崚（女）、黄穗（女）、杨维（女）、张洁雯（女）、魏轶力（女）、赵婷婷（女）、陈宏、林丹、鲍春来、蔡赟、傅海峰、桑洋、郑波、张军、陈其遒

## 简介
羽毛球在西班牙巴塞罗那，1992年夏季奥运会上成为正式比赛项目，比赛项目为男子单打、女子单打、男子双打、女子双打和混合双打，2000年悉尼奥运会中国羽毛球队夺得了全部5枚金牌中的4枚，成为最大的赢家，唯一没能染指的是男双金牌；本届雅典奥运会中国羽毛球队在五个项目中都有夺金的实力，最终获得3金、1银和1铜共计5块奖牌。羽毛球是中国代表团夺金的主力项目，奥运会羽毛球项目金牌和奖牌中国列第一位，中国羽毛球队在奥运羽毛球项目获得的奖牌数列中国代表团奖牌的第五位。

## 女子单打
中国队女子单打参赛的张宁、周蜜、龚睿那三位全部进入半决赛和决赛，张宁获得冠军，周蜜第三，龚睿那列第四。
- 1/32比赛（8月14日）：龚睿那（世界排名第一）2:0（11:9和11:4）胜新加坡选手李理；张宁（女单二号种子、2003年世界锦标赛冠军）2:1（4:11、11：3和11：7）胜瑞典选手玛丽娜；周蜜（三号种子）以2:1（9:11、11:5和11:2）胜代表德国出战的原中国运动员徐怀雯；
- 1/16比赛、1/8比赛和半决赛：张宁、周蜜、龚睿那全部进入4强；
- 决赛：决赛张宁在先输一局的情况下连扳两局，最终以2:1战胜荷兰名将张海丽，三局比分是：8:11、11:6和11:7；周蜜以2:1战胜湖南选手龚睿那，成绩11:2、8:11和11:6。

## 男子单打
中国队入选的有林丹（第1号种子）、鲍春来（2号种子）和陈宏三位（4号种子），中国队无人进入半决赛和决赛。
- 1/16比赛：林丹被新加坡好手苏西洛爆冷淘汰出局；4号种子鲍春来对日本现世界排名24位的佐滕翔治，以2:0（15:6和15:5）胜；2号种子陈宏首场排名第10位左右的丹麦老将乔纳森，2:1（12:15、15:5和15:9）；
- 1/8比赛：陈宏以2:1（15:11、3:15和15:12）胜马来西亚选手李宗伟进八强，鲍春来以0:2负予韩国选手朴泰相淘汰出局；
- 1/4比赛：陈宏以1:2（15:10、4:15和10:15）负于7号种子选手、韩国人孙升模。

## 男子双打
郑波／桑洋和傅海峰／蔡赟二组，1/4比赛均遭淘汰。
- 1/8比赛：二组均进入八强。傅海峰／蔡赟以2比1击败日本选手舛田圭太／大束忠司（Keita Musada/Tadashi Otsuka），郑波／桑洋以2比0击败马来西亚选手陈重名／邹俊英（CHAN CHONG MING/CHEW CHOON ENG）；
- 1/4比赛：郑波／桑洋以0比2负于韩国选手金东文（KIM DONG MOON）／河泰权（HA TAE KWON），傅海峰／蔡赟以1比2不敌丹麦选手埃里克森／汉森（Jens Eriksen/Martin H. Lundgaard）。

## 女子双打
杨维／张洁雯、高崚／黄穗和赵婷婷／魏轶力三组合，中国队分获冠、亚军。
- 1/8比赛：二组选手均进入八强。赵婷婷／魏轶力以2比1胜英国选手埃姆／凯洛格（Gail Emms/Donna Kellogg），高崚／黄穗以2比0胜马来西亚选手陈仪慧／黄佩蒂（Chin Eei Hui/Wong Pei Tty）；
- 1/4比赛：杨维／张洁雯以2比0胜泰国选手沙拉莉／沙提尼（THUNGTHONGKAM SARALEE/SATHINEE C）进四强；魏轶力／赵婷婷以2比1胜韩国选手李孝贞／黄游美（LEE HYO JUNG/HWANG YU MI）进四强。
- 决赛：杨维／张洁雯胜队友高崚／黄穗组合，分获冠军和亚军。

## 混合双打
张军／高崚、陈其遒／赵婷婷二组，陈其遒／赵婷婷1/4比赛被淘汰，张军／高凌获得冠军。
- 1/8比赛：世界排名第二的张军／高凌组合以2:0胜中華台北的蔡佳欣／程文欣组合进入八强，整场比赛用时仅23分钟；陈其遒／赵婷婷进入前八强，比分为15:2和15:3
- 1/4比赛：张军／高崚以2比0击败瑞典选手贝里斯特伦／乔安娜（Frederik Bergstrom/Persson Johanna）入四强，陈其遒／赵婷婷与英国选手罗伯逊／埃姆（Nathan Robertson/Gail Emms）以0:2被淘汰；
- 决赛：张军／高凌对英国选手罗伯特森和埃姆斯，以2:1（15比1、12比15、15比12）获冠军。

| 参加2004年夏季奥林匹克运动会的中国代表团各主要参赛项目 |      |      |        |        |      |          |      |
| 跳水                                                   | 举重 | 射击 | 乒乓球 | 羽毛球 | 田径 | 跆拳道   | 柔道 |
| 游泳                                                   | 网球 | 体操 | 摔跤   | 皮划艇 | 排球 | 花样游泳 |      |